# Páhi
Páhi là một thị trấn thuộc hạt Bács-Kiskun, Hungary. Thị trấn này có diện tích 38,96 km², dân số năm 2010 là 1202 người, mật độ 31 người/km².